# Karin Schmitt-Promny
Karin Schmitt-Promny (* 21. September 1953 in Arsbeck, Kreis Heinsberg) ist eine deutsche Politikerin (Bündnis 90/Die Grünen). Sie war von 2015 bis 2017 Abgeordnete im Landtag Nordrhein-Westfalen.

## Ausbildung und Beruf
Nach dem Abitur 1972 absolvierte Karin Schmitt-Promny von 1972 bis 1980 ein Studium der Fächer Germanistik und Sozialwissenschaften an der RWTH Aachen. Dort erlangte sie 1980 den Magisterabschluss. Am Hochschuldidaktischen Zentrum der RWTH Aachen war sie von 1980 bis 1985 als Wissenschaftliche Angestellte tätig. 1987 wurde sie Gesellschafterin und Prokuristin der Firma AK Media GmbH Aachen. Als Fachreferentin für Tageseinrichtungen für Kinder wurde sie beim Deutschen Paritätischen Wohlfahrtsverband NRW in Wuppertal tätig. Hier erfolgte ab Juli 2015 die Freistellung für ihre weitere politische Tätigkeit. Sie ist seit 1982 freiberuflich als Dozentin in der Erwachsenenbildung aktiv. Karin Schmitt-Promny ist verheiratet und hat zwei Kinder.

## Politik
Karin Schmitt-Promny ist seit 1998 Mitglied der Partei Bündnis 90/Die Grünen. Dort war sie von 1999 bis 2009 Mitglied im Vorstand des Kreisverbandes Aachen, Kassiererin von 2003 bis 2009 und 2009 stellvertretende Vorsitzende des Kreisverbandes. Sie fungierte seit 2002 als stellvertretende Sprecherin der grünen Landesarbeitsgemeinschaft Kinder, Jugend und Familie. Seit 2011 ist sie stellvertretendes Mitglied des Länderrates. Schmitt-Promny ist Mitglied des Landesparteirates. Seit 1999 ist sie Mitglied der Bezirksvertretung Aachen-Laurensberg, als Fraktionsvorsitzende von 2011 bis 2015. Im Rat der Stadt Aachen war sie von 2007 bis 2014 Mitglied. Mitglied des Städteregionstages der Städteregion Aachen ist sie seit 2014. Sie ist seit 2009 Mitglied der Landschaftsversammlung Rheinland, hier seit 2014 stellvertretende Vorsitzende. Sie ist Mitglied der Gewerkschaft Erziehung und Wissenschaft.
Karin Schmitt-Promny war vom 14. April 2015 bis zum 31. Mai 2017 Abgeordnete des 16. Landtags von Nordrhein-Westfalen, in den sie für Daniela Schneckenburger nachrückte.
Sie war ordentliches Mitglied des Ausschusses für Kommunalpolitik und des Ausschusses für Schule und Weiterbildung. Im Rechtsausschuss war sie stellvertretendes Mitglied. Ebenfalls war sie stellvertretendes Mitglied der Enquetekommission Zukunft von Handwerk und Mittelstand.
Seit 2014 ist sie Mitglied der grünen Bundesarbeitsgemeinschaft Kinder, Jugend und Familie und wurde zur stellvertretenden Sprecherin gewählt.